# Stephen Hill (Biathlet)
Stephen Hill (* 7. Mai 1985) ist ein ehemaliger britischer Biathlet.

## Karriere
Stephen Hill diente bei der Royal Horse Artillery. Er gab sein internationales Debüt bei den Junioren-Europameisterschaften 2006 in Langdorf und belegte dort den 69. Platz im Sprint. Es folgten mehrere Einsätze im Europacup der Junioren, seit der Saison 2007/08 im Biathlon-Europacup. In seinem ersten Rennen im Seniorenbereich wurde er 46. beim Sprint in Geilo. Das Weltcupdebüt folgte zu Beginn der Weltcup-Saison 2007/08 in Kontiolahti, bei dem er 111. des Einzelrennens wurde. Mit der Staffel war ein 18. Rang in Pokljuka bestes Resultat. In Östersund nahm Hill an den Biathlon-Weltmeisterschaften 2008 teil. Neben einem 23. Platz mit der Staffel erreichte er Platz 101 im Einzel. Es war zugleich Hills bestes Resultat im Weltcup. Zudem trat er im Staffelrennen der Biathlon-Europameisterschaften 2008 in Nové Město an und belegte mit der britischen Staffel den 15. Platz. National gewann er mit der Staffel 2007 bis 2009 dreimal in Folge die Bronzemedaille. Hinzu kommt Bronze im Teamwettbewerb 2006. 2009 gewann er den Titel mit dem Team und Silber mit der Militärpatrouille. 
Nach der Saison beendete Hill zunächst seine aktive Karriere, fand aber im Kader für die Saison 2009/2010 erneut Berücksichtigung. In dieser Saison startete er auf der Pokljuka auch ein weiteres Mal im Weltcup, kam aber weder im Einzel noch im Sprint unter die besten 100 Athleten. Auch an den Europameisterschaften in Otepää nahm der Brite teil, diese verliefen mit den Rängen 50, 50 und 47 in den Einzelbewerben sowie Position 15 in der Staffel durchaus zufriedenstellend. Am Ende der Saison erzielte Hill mit Platz 38 im Verfolger auf der Pokljuka schließlich sein bestes IBU-Cup-Ergebnis. National gelangen ihm in diesem Jahr noch zwei Medaillen bei den britischen Meisterschaften. Nach knapp drei Jahren tauchte Hill aus dem Nichts noch einmal bei einem IBU-Cup-Rennen in Otepää auf, im selben Jahr holte er ebenso national zwei weitere Medaillen. Nach den Meisterschaften beendete Stephen Hill seine Karriere schließlich endgültig.

## Statistiken

### Biathlon-Weltcup-Platzierungen
Die Tabelle zeigt alle Platzierungen (je nach Austragungsjahr einschließlich Olympische Spiele und Weltmeisterschaften).
- 1.–3. Platz: Anzahl der Podiumsplatzierungen
- Top 10: Anzahl der Platzierungen unter den ersten zehn (einschließlich Podium)
- Punkteränge: Anzahl der Platzierungen innerhalb der Punkteränge (einschließlich Podium und Top 10)
- Starts: Anzahl gelaufener Rennen in der jeweiligen Disziplin

| Platzierung         | Einzel | Sprint | Verfolgung | Massenstart | Staffel | Gesamt |
| ------------------- | ------ | ------ | ---------- | ----------- | ------- | ------ |
| 1. Platz            |        |        |            |             |         |        |
| 2. Platz            |        |        |            |             |         |        |
| 3. Platz            |        |        |            |             |         |        |
| Top 10              |        |        |            |             |         |        |
| Punkteränge         |        |        |            |             | 5       | 5      |
| Starts              | 3      | 2      |            |             | 5       | 10     |
| Stand: Karriereende |        |        |            |             |         |        |

### Biathlon-Weltmeisterschaften
Ergebnisse bei den Weltmeisterschaften:
| Weltmeisterschaften | Weltmeisterschaften | Einzelwettbewerbe | Einzelwettbewerbe | Einzelwettbewerbe | Einzelwettbewerbe | Staffelwettbewerbe | Staffelwettbewerbe |
| Jahr                | Ort                 | Einzel            | Sprint            | Verfolgung        | Massenstart       | Herrenstaffel      | Mixedstaffel       |
| ------------------- | ------------------- | ----------------- | ----------------- | ----------------- | ----------------- | ------------------ | ------------------ |
| 2008                | Östersund           | 101.              | –                 | –                 | –                 | 23.                | –                  |